# Liste de ruses dans l'histoire ou la mythologie
 (mars 2020).

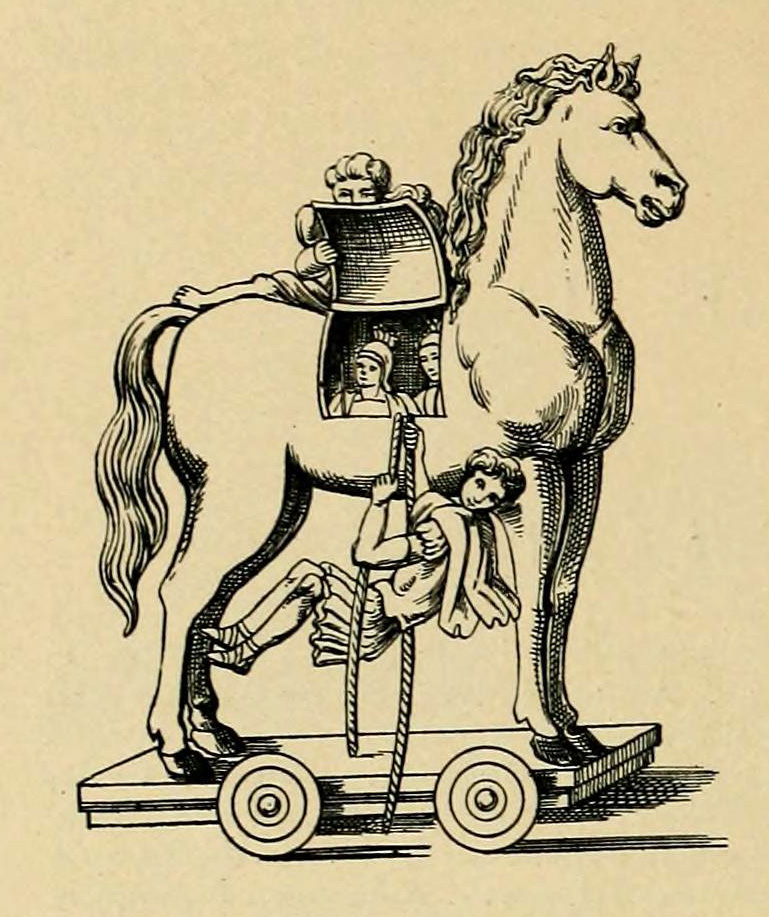
Le Cheval de Troie est une ruse de guerre célèbre

Cette liste de ruses dans l'histoire ou la mythologie recense les ruses de guerre les plus connues dans l'histoire et la mythologie.

## Dans la mythologie

### Bible
Dans la Bible :
- dans le livre de Josué, ville prise par ruse (fausse retraite) ;
- dans le livre des Juges, Gédéon prend la tête des forces israélites pour repousser les madianites qui envahissaient Canaan. Des plus de 20 000 hommes qui l'avaient rejoint, il fit un premier tri en renvoyant ceux qui n'étaient pas motivés. Puis, sous les conseils de Dieu, il fait un nouveau tri en observant ses hommes boire l'eau d'un fleuve, il ne prendra finalement que ceux qui prendront l'eau avec leurs mains pour boire et rejettera ceux qui boivent à même le fleuve. C'est donc avec seulement trois cents hommes qu'il arrive sans être repéré au campement des Madianites. Lorsque Gédéon lance l'attaque à coup de trompettes, les Madianites sont totalement paniqués dans le camp et s'entretuent. Les survivants s'enfuient. ⇒> retrouver l'astuce des torches et des vases.

### Mythologie nordique
Dans la mythologie scandinave ou germanique, le dieu Loki est sans conteste le plus rusé du panthéon germano-scandinave. Certaines de ses ruses nous sont parvenues, comme dans le poème Thrymskvida où il parvient à récupérer le marteau de Thorr, Mjöllnir.

C'est également Loki qui, par ruse, réussit à faire capturer Idunn par Thjazi ou la captura lui-même pour lui amener. Thrymskvida

### Mythologie grecque
Dans la mythologie grecque, il existe un terme spécial, la Mètis, qui pourrait se traduire par la « ruse » ou « intelligence de la ruse ».
S'il fallait ne citer qu'un héros rusé grec, ce serait Ulysse, il est un symbole fort de la ruse :
- on lui doit notamment l'idée du cheval de Troie ;
- refusant de partir à Troie malgré les instances d'Agamemnon et de Ménélas car une prophétie lui prédisait un retour long et plein d'obstacles. Il simula alors d'avoir perdu la raison pour éviter de prendre les armes, labourant un champ avec un attelage composé d'un bœuf et d'un cheval et y semant des pierres. La ruse sera finalement éventée ;
- dans l’Odyssée, il fait boucher les oreilles de ses hommes avec de la cire afin de les protéger du chant des sirènes et se fait attacher lui-même au mât sans s'être appliqué la cire protectrice afin de profiter du chant des sirènes sans en subir les fatales conséquences ;
- arrivé avec son équipage sur une île (l'île des Cyclopes), ils trouvent une grande grotte contenant de larges provisions de nourriture et se festoient. Cependant, l'arrivée de Polyphème, cyclope et fils de Poséidon jette l'épouvante car il bloque l'entrée de la grotte et dévore plusieurs marins. Pour se sortir de la situation, Ulysse offrit du vin très fort au cyclope qui lui demanda son nom. Ulysse répondit par un terme difficilement traduisible en français mais qui se rapproche de « Personne ». Enivré, le cyclope s'endormit, Ulysse et ses hommes en profitèrent pour lui crever l'œil avec un fer ardent. Réveillé par la souffrance, le cyclope dégagea l'entrée de sa caverne pour aller dehors, il eut cependant la présence d'esprit de rester à l'entrée pour vérifier par le toucher qu'aucun des hommes d'Ulysse n'en profite pour s'échapper. Celui-ci fit donc s'accrocher ses hommes au ventre des moutons que le cyclope gardait dans sa caverne et les fit sortir. De par sa main, le cyclope ne sentit que les moutons qui sortaient et ne les empêcha donc pas de passer. Les cris de douleur du cyclope furent cependant entendus par ses congénères qui vinrent lui demander qui lui avait crevé l'œil. Il répondit par ce qu'on ne pourrait que mal traduire en français par « Personne! Personne m'a crevé l'œil! » le jeu de mots est en fait bien plus subtil en grec[1]. Entendant les réponses de Polyphème ses congénères le crurent fou. Le cyclope se guida néanmoins jusqu'à la nef des achéens. Ceux-ci avaient déjà levé l'ancre, et de son bateau, Ulysse invectiva de manière très cruelle le cyclope. Ce fut sans doute une des raisons pour lesquelles Poséidon s'acharna tant sur Ulysse, afin de venger son fils devenu ainsi doublement borgne.

On peut également citer l'idée du fil guideur d'Ariane que celle-ci offrit à Thésée pour qu'il puisse l'accrocher au début du labyrinthe et en dévider la pelote durant sa progression, retrouvant ainsi aisément le chemin du retour après avoir vaincu le Minotaure.

## Histoire

### Antiquité

#### Antiquité chinoise
Selon le général Sun-Tzu :
- « Toute campagne guerrière doit être réglée sur le semblant ; feignez le désordre, ne manquez jamais d'offrir un appât à l'ennemi pour le leurrer, simulez l'infériorité pour encourager son arrogance, sachez attiser son courroux pour mieux le plonger dans la confusion : sa convoitise le lancera sur vous pour s'y briser. »
- « Celui qui est capable de faire venir l'ennemi de sa propre initiative le fait en lui offrant quelque avantage ; et celui qui est désireux de l'en empêcher le fait en le blessant. »
- « Laissez fatiguer les ennemis, attendez qu'ils soient ou en désordre ou dans une très grande sécurité ; vous pourrez sortir alors et fondre sur eux avec avantage. Ayez constamment une extrême attention à ne jamais séparer les différents corps de vos armées. Faites qu'ils puissent toujours se soutenir aisément les uns les autres ; au contraire, faites faire à l'ennemi le plus de diversion qu'il se pourra. S'il se partage en dix corps, attaquez chacun d'eux séparément avec votre armée tout entière ; c'est le véritable moyen de combattre toujours avec avantage. De cette sorte, quelque petite que soit votre armée, le grand nombre sera toujours de votre côté. »
- « Que l'ennemi ne sache jamais comment vous avez l'intention de le combattre, ni la manière dont vous vous disposez à l'attaquer, ou à vous défendre. Car, s'il se prépare au front, ses arrières seront faibles ; s'il se prépare à l'arrière, son front sera fragile ; s'il se prépare à sa gauche, sa droite sera vulnérable ; s'il se prépare à sa droite, sa gauche sera affaiblie ; et s'il se prépare en tous lieux, il sera partout en défaut. S'il l'ignore absolument, il fera de grands préparatifs, il tâchera de se rendre fort de tous les côtés, il divisera ses forces, et c'est justement ce qui fera sa perte. »
- « Si, réduits au désespoir, ils viennent pour vaincre ou pour périr, évitez leur rencontre. »
- « Si l'on vous dit qu'on a vu des oiseaux attroupés voler par bandes sans s'arrêter, soyez en défiance ; on vient vous espionner ou vous tendre des pièges ; mais si, outre les oiseaux, on voit encore un grand nombre de quadrupèdes courir la campagne, comme s'ils n'avaient point de gîte, c'est une marque que les ennemis sont aux aguets. »
- Sun-Tzu décrit également les manières d'attaquer par le feu et l'usage de l'espionnage.

Dans Les stratagèmes, il est recommandé de frapper directement le territoire ennemi pour secourir un allié assiégé par cet ennemi (« Assiéger Wei pour secourir Zhao »).

#### Antiquité grecque
- Durant la première guerre médique, les Athéniens conduits par Miltiade, et secondés par un corps d'à peu près 1 000 citoyens Platéens doivent protéger Athènes menacée par l'arrivée imminente de l'armée perse et du prochain débarquement de la flotte perso-phénicienne près de la cité. La parade de Miltiade est de faire sortir de la cité l'armée grecque, de vaincre à l'extérieur l'armée perse, puis revenir protéger la cité avant l'arrivée de la flotte ennemie. Ce sera la victoire de Marathon, puis le retour à marches forcées à Athènes une heure avant l'apparition de la flotte perse qui se retirera finalement.
- Durant la seconde guerre médique, les flottes grecques et perses se font face près du détroit que forme l'île de Salamine avec la Grèce. La flotte perse étant largement en surnombre, et les alliés menaçant de prendre la fuite pour défendre leur propre territoire, l'amiral athénien Thémistocle fait parvenir à Xerxès un message dans lequel il prévient le Grand Roi que ses alliés vont s'éclipser en contournant l'île par le Nord puis l'Ouest. Voulant anéantir toute la flotte grecque, Xerxès envoie ses navires égyptiens en position dans le détroit de l'Ouest. Apprenant cela, les alliés grecs de Thémistocle n'ont plus le choix et vont livrer le combat à la flotte perse maintenant réduite des navires égyptiens. La flotte perse étant toujours en surnombre, Thémistocle ordonne de faire demi-tour jusqu'au moment où les perses s'engageront dans le passage le plus étroit. Ce qui fut fait. Les perses gardèrent leur ligne dans ce goulot d'étranglement et se génèrent alors les uns les autres. Ne pouvant attaquer tous en même temps, les perses avaient perdu leur supériorité numérique.

#### Antiquité romaine
Marius, Sylla, Pompée, César, Marc Aurèle.[Quoi ?]

#### Antiquité punique
De tous les carthaginois, Hannibal est sans doute le plus grand tacticien.
- Durant la Bataille de la Trébie, il vainquit les romains grâce à une succession de stratagèmes, compensant ainsi son infériorité numérique. Il posta durant la nuit son frère Magon et 1 000 cavaliers et auxiliaires dans un vallon entre  son camp et La Trébie. Il envoya le matin une partie de sa cavalerie légère (composée de numides) provoquer les romains (dont le consul Sempronius souhaitait ardemment le combat pendant que lui revigorait ses hommes en les nourrisant d'un plat chaud, et en les faisant s'enduire d'huile  pour qu'ils supportent mieux le froid hivernal. Comme prévu, Sempronius envoya sa cavalerie pourchasser les numides, puis l'infanterie légère. Les numides se replièrent le plus rapidement possible sur les flancs de l'armée punique pendant que l'armée romaine dut traverser les eaux gelées de La Trébie. Le combat commença sur les flancs par une escarmouche de cavalerie. La cavalerie carthaginoise, largement supérieure à celle romaine les repoussa sur le fleuve tandis que le combat d'infanterie commença. Puis les flancs romains furent enveloppés par les auxiliaires (frondeurs et autres) carthaginois et surpris par derrière par les forces dissimulées de Magon. Bien vite les flancs romains cédèrent. À l'inverse, au centre, où les romains affrontaient les celtes, ils parvinrent à rompre la ligne carthaginoise et à s'enfuir vers Plaisance.
- Poursuivi par l'armée consulaire de Caius Flaminius Nepos, et souhaitant l'attirer dans un piège, Hannibal ravage systématiquement les terres qu'il traverse afin que les troupes romaines puissent le suivre facilement. Après plusieurs jours de ravages, il stoppe soudainement ses destructions et accélère brusquement la vitesse de déplacement de son armée. Avant que les romains ne s'en rendent compte, Hannibal avait pris une bonne avance et prépara son piège à Trasimène.

#### Antiquité celte
Vercingétorix, Cassivellaunos[Quoi ?]

### Moyen Âge

#### Moyen Âge européen
Le Cid, Jeanne d'Arc, Du Guesclin, La Hire, Nevski, Bélisaire[Quoi ?]

#### Moyen Âge asiatique
Tactiques mongoles, coréennes, japonaises[Lesquelles ?]

### Époque moderne
Frédéric[Qui ?], Napoléon, Condé, Turenne, Talleyrand[Quoi ?]

### Sources
- Homère, Iliade [détail des éditions] [lire en ligne]
- Homère, Odyssée [détail des éditions] [lire en ligne]
- Virgile, Énéide [détail des éditions] [lire en ligne]
- L'Ancien Testament
- Les 36 stratagèmes
- Xénophon, Anabase [détail des éditions] [lire en ligne]
- Alexandre le Grand de Gustave Droysen
- L'Art de la Guerre de Nicolas Machiavel
- Michel Pretalli (dir.), Penser et dire la ruse de guerre de l'Antiquité à la Renaissance, Besançon, Presses universitaires de Franche-Comté, coll. « Institut des sciences et techniques de l'Antiquité » (no 1516), 2021, 225 p. (ISBN 978-2-848-67728-6 et 2-848-67728-7, OCLC 1240169138)